# Buch des Jahres (Rheinland-Pfalz)
Der Wettbewerb Buch des Jahres wurde von 1989 bis 2011 jährlich vom Literaturwerk Rheinland-Pfalz-Saar e. V. (bis 2008: Förderkreis deutscher Schriftsteller in Rheinland-Pfalz e. V. – FöK) in Kooperation mit dem Verband deutscher Schriftsteller (VS) in Rheinland-Pfalz und ab 2003 auch dem VS des Saarlands ausgelobt.
Teilnahmeberechtigt waren deutschsprachige belletristische Werke, deren Verfasser in Rheinland-Pfalz oder dem Saarland geboren sind, dort wohnen oder längere Zeit dort gelebt haben. Das Preisgeld betrug zuletzt 1500,– Euro. Ab 2001 wurde zusätzlich zum Hauptpreis ein „Sonderpreis der Jury“ in Höhe von 500,– Euro verliehen.
Die Wahl traf eine unabhängige Jury, bestehend aus dem jeweiligen Vorjahrespreisträger und je einer Person aus dem literaturwissenschaftlichen bzw. literaturkritischen Metier, den Schriftstellerverbänden der beiden Bundesländer und dem Fachbereich Medien, Kunst und Industrie der Gewerkschaft ver.di in Rheinland-Pfalz.
Der Preis „Buch des Jahres“ wurde finanziert durch Fördermittel des rheinland-pfälzischen Ministeriums für Bildung, Wissenschaft, Jugend und Kultur, der „Sonderpreis der Jury“ seit 2003 durch den ver.di-Fachbereich Medien, Kunst und Industrie Rheinland-Pfalz-Saar.
2012 gab das Literaturwerk Rheinland-Pfalz-Saar bekannt, den Wettbewerb unter anderem aufgrund schwindenden Interesses der Öffentlichkeit bis auf Weiteres einzustellen. Stattdessen soll künftig in Zusammenarbeit mit dem Landes-VS alle zwei Jahre ein Preis für das „Debüt des Jahres“ ausgelobt werden.

## Preisträger
- 1989: Werner Laubscher mit Wortflecht und Lautbeiss (Thomas Plöger Verlag)
- 1990:	Heinz G. Hahs mit ISH’ban (Verlag Halfmann und Scheidel)
- 1991: Irina Wittmer mit Eine Wintergeschichte für H. (Patio Verlag)
- 1992: Wolfgang Stauch mit Eine schlechte Geschichte (Suhrkamp Verlag)
- 1993: Thomas Lehr mit Zweiwasser oder Die Bibliothek der Gnade (Verlag Rütten & Loening)
- 1994: Dieter M. Gräf mit Rauschstudie: Vater + Sohn (Suhrkamp Verlag)
- 1995: Armin Peter Faust mit Der Flügel der Nike (Rhein-Mosel-Verlag)
- 1996: (entfallen)
- 1997: Michael Bauer mit Heimat-Maladie (Gollenstein Verlag)
- 1998: Sabine Appel mit Im Feengarten – Goethe und die Frauen (Deutsche Verlags-Anstalt)
- 1999: Thomas Lehr mit Nabokovs Katze (Aufbau Verlag) und Artur Schütt mit Flugwörter und Zeilenrisse (Verlag Engel der Poesie)
- 2000: Anke Velmeke mit Luftfische (C. H. Beck Verlag); Sonderpreis der Jury: Gabriele Weingartner mit Bleiweiß (C. H. Beck Verlag); Förderpreis (300,– Euro, einmalig vergeben): Tobias Hülswitt mit Saga (Verlag Kiepenheuer & Witsch)
- 2001: Thomas Lehr mit Frühling (Aufbau) und Markus R. Weber mit Naturreich Vorhölle (Verlag Ulrich Keicher); Sonderpreis: Heiner Feldhoff mit Kafkas Hund oder Der Verwirrte im Sonntagsstaat (Verlag Klöpfer & Meyer)
- 2002: Dieter M. Gräf mit Westrand (Suhrkamp Verlag); Sonderpreis: Norbert Scheuer mit Flussabwärts (Verlag C. H. Beck)
- 2003: Andreas Dury mit Schachtelkäfer (Edition Topicana); Sonderpreis: Jörg Matheis mit Mono (C. H. Beck Verlag)
- 2004: Wolfgang Schömel mit Ohne Maria (Verlag Klett-Cotta); Sonderpreis: Tobias Hülswitt mit Ich kann dir eine Wunde schminken (Verlag Kiepenheuer & Witsch)
- 2005: Gabriele Weingartner mit Die Leute aus Brody (Verlag Das Wunderhorn); Sonderpreis: Christa Estenfeld mit Buffalo Bills Sattel (Edition Artfusion)
- 2006: Gerd Forster mit Fliehende Felder (Edition Schrittmacher im Rhein-Mosel-Verlag); Sonderpreis: Sabine Peters mit Singsand (Wallstein Verlag)
- 2007: Christopher Ecker mit Madonna (Mitteldeutscher Verlag); Sonderpreis: Marcus Braun mit Armor (Suhrkamp Verlag)
- 2008: Jörg Matheis mit Ein Foto von Mila (C.H. Beck Verlag); Sonderpreis nicht verliehen
- 2009: Ruth Johanna Benrath mit Rosa Gott, wir loben dich (Steidl Verlag); Sonderpreis: Christoph Justinger mit Eine Stimme im Haus (Edition Schrittmacher im Rhein-Mosel-Verlag)
- 2010: Daniela Dröscher mit Gloria (Berlin Verlag); Sonderpreis: Ute Bales mit Peter Zirbes (Rhein-Mosel-Verlag)